# Pavarit Boonmalert
Pavarit Boonmalert (thailändisch ปวริศ บุญมาเลิศ; * 13. Oktober 2007) ist ein thailändischer Fußballspieler.

## Karriere
Pavarit Boonmalert erlernte das Fußballspielen in der Jugend vom Chonburi FC und dem Uthai Thani FC. Hier unterschrieb er Anfang Januar 2024 auch seinen ersten Vertrag. Der Verein aus Uthai Thani spielt in der ersten Liga, der Thai League. Sein Erstligadebüt gab Boonmalert am 18. Mai 2024 (29. Spieltag) im Heimspiel gegen Buriram United. Bei der 2:0-Heimniederlage wurde er in der 90. Minute für den verletzten Nigerianer Chigozie Mbah eingewechselt.